# Matalaché (miniserie)
Matalaché es una miniserie peruana de 1988 emitida por Frecuencia 2 y que fue estrenada el 30 de agosto de 1988. Está basada en la novela homónima publicada por Enrique López Albújar en 1928. Es recordada tanto por ser la primera producción dramática peruana en ser transmitida por dicho canal, así como por representar el primer blackface en la historia de la televisión peruana. Actualmente puede verse el primer episodio de forma gratuita en la plataforma YouTube.

## Reparto
- Erika Stockholm

- Rafael Cabrera

- Abelardo Vásquez

- Guido Bolañas

- Luciana Cabrera

- Humberto Cavero

- Esther Chávez

- Tatiana Espinoza

- Fernando Galas

- Carlos Gassols

- Miguel Iza

- Aristóteles Picho

- Aldo Uriarte Lafosse

- Serenella Mateucci

- Rosa Medrano

- Manuel Montemayor

- Carmen Navarro

- Teresa Palomino

- Zonaly Ruiz

- Danae Sacovertiz

- Belisa Salazar

- Carlos López Schmidt

- María Luz

- Pedro Urrutia

- Sully Vaiser

- Óscar Villanueva